# Planet Hulk
Ne doit pas être confondu avec Planète Hulk (film).
Planet Hulk est un arc narratif de la maison d'édition Marvel Comics qui se déroule principalement dans The Incredible Hulk. Il a comme sujets principaux la décision du héros de partir loin, son acclimatation et la conquête de la planète où il a atterri, et ses efforts pour revenir sur Terre pour prendre sa revanche.

## Histoire

### Prologue (2006)
À Las Vegas dans un combat contre Les Quatre Fantastiques, Hulk se rappelle les tragédies de sa vie.
Jarella princesse de l'univers K'ai est morte, Hulk aurait tout fait pour la ressusciter, ni le personnel de la Base Gamma, ni le Docteur Strange n'avaient de solution. Betty Ross et son ami Jim Wilson (en) sont morts eux aussi. Tous les super-héros le considèrent comme un danger pour la Terre-616. Petit détail, Hulk avait détruit une partie de Las Vegas. Avant la guerre civile entre super-héros, le conseil des Illuminati (Red Richards alias Mr Fantastique, Tony Stark, Black Panther, Docteur Strange et Flèche Noire) décide, contre l'avis d'un de leurs membres, Namor et en l'absence d'un autre, le Professeur Xavier, de bannir Hulk et de l'envoyer dans l'espace par mesure de sécurité.

### Peace in Our Time
Banner s'était réfugié dans les montagnes quand Nick Fury le contacte pour une dangereuse mission dans l'espace. Banner est le seul à pouvoir réparer le satellite selon Nick. Hulk est content de servir ces super-héros qui l'ont souvent critiqué. Mais Hulk prit conscience trop tard du piège, son vaisseau est programmé pour une planète composée de végétaux pacifiques, pour qu'il ne fasse plus jamais de mal à personne. Il reçoit dans son vaisseau un message donné par les Illuminati, ses soi-disant amis. Énervé, il endommage son vaisseau qui est pris dans un vortex et arrive sur la Planète Sakaar".

### Planet Hulk (Planète Hulk)
Arrivé sur la Planète, les soldats de l'empereur de la planete, le Roi Rouge, lui demandent de faire allégeance, il refuse, Hulk se retrouve maitrisé et rendu esclave pour combattre dans une arène devant l'empereur. Après avoir combattu un monstre, Hulk s'en prend à l'empereur, mais la garde Warbound Shadow (Caiera) s'interpose. Pendant l'affrontement il reçoit une décharge dans le dos donnée par le Roi Rouge, qui lui laisse la vie sauve. Hulk retourne en esclavage dans une carrière de lave. Pendant ce temps, ses co-détenus trouvent dans la force de ce nouvel esclave, un espoir de pouvoir battre l'empereur et son armure. Comme d'habitude Hulk refuse de travailler, les Warbound le menacent, alors que les Brood attaquent la planète Sakaar. Hulk s'allie alors aux Warbound pour les combattre.
Hulk surnommé The Green Scar devient le héros de la planète et accède au rang de gladiateur. Le plan des rebelles consiste à libérer Hulk, mais il continue de refuser. Caiera essaie de faire des avances à Hulk. De nouveau dans l'arène, Hulk combat les Warguards, qu'il massacrera tous. Pendant ce temps, les Brood se préparent à une autre assaut sur la planète et un nouveau gladiateur arrive le Surfer d'Argent. Hulk gagne à nouveau mais apprend le concept et l'importance de la liberté par le Surfer d'Argent.
C'est l'anarchie sur la planète Sakaar. Les rebelles veulent renverser le pouvoir et les anciens esclaves aliens veulent leur revanche sur les natifs de la planète en mettant Miek au pouvoir. Ils préparent une pendaison massive. Hulk devient l'équivalent d'un dieu ou d'un prophète qui doit libérer la planète. No-Name reine des Brood s'associe avec Hulk pour combattre le Roi Miek. Ensuite les Warbound et Hulk se retrouvent face à un nouveau type d'adversaire. Des arthropodes qui incrustent dans le corps des habitants de Sakaar pour les transformer en monstre. C'est l'alliance de ces différents types d'aliens et les Mieks.
Après plusieurs batailles, c'est le repos du guerrier pour Hulk, Caiera apaise la fureur de Hulk par la méditation et fait revenir Bruce Banner... On comprend que Banner et Caiera eurent une relation charnelle.
Hulk devint le nouvel empereur de Sakaar et Caiera sa compagne lui propose de faire de cette planète une planète idéale. Mais la paix ne dura pas longtemps, une charge dans son vaisseau explose, tuant des millions de personnes ainsi que sa femme Caiera, enceinte. La planète Skaar étant condamnée, Hulk se prépare alors à revenir sur Terre...